# Saison 2006 de l'équipe cycliste Quick Step-Innergetic
L'Équipe cycliste Quick Step-Innergetic participait en 2006 au ProTour.

## Effectif
| Cycliste             | Date de naissance | Nationalité | Équipe 2005                  |
| -------------------- | ----------------- | ----------- | ---------------------------- |
| Serge Baguet         | 18.08.1969        | Belgique    | Davitamon-Lotto              |
| Paolo Bettini        | 01.04.1974        | Italie      |                              |
| Tom Boonen           | 15.10.1980        | Belgique    |                              |
| Davide Bramati       | 28.06.1968        | Italie      |                              |
| Francesco Chicchi    | 27.11.1981        | Italie      | Fassa Bortolo                |
| Wilfried Cretskens   | 10.07.1976        | Belgique    |                              |
| Steven de Jongh      | 25.11.1973        | Pays-Bas    | Rabobank                     |
| Kevin De Weert       | 27.05.1982        | Belgique    |                              |
| Addy Engels          | 16.06.1977        | Pays-Bas    |                              |
| Juan Manuel Gárate   | 24.04.1976        | Espagne     | Saunier Duval-Prodir         |
| José Antonio Garrido | 28.11.1975        | Espagne     |                              |
| Dmytro Grabovskyy    | 30.09.1985        | Ukraine     |                              |
| Kevin Hulsmans       | 11.04.1978        | Belgique    |                              |
| Servais Knaven       | 06.03.1971        | Pays-Bas    |                              |
| Nick Nuyens          | 05.05.1980        | Belgique    |                              |
| Filippo Pozzato      | 10.09.1981        | Italie      |                              |
| Sébastien Rosseler   | 15.07.1981        | Belgique    |                              |
| José Rujano          | 18.02.1982        | Venezuela   | Colombia Selle-Italia        |
| Ivan Santaromita     | 30.04.1984        | Suisse      | néo-pro                      |
| Leonardo Scarselli   | 29.04.1975        | Italie      | Colombia Selle-Italia        |
| Hubert Schwab        | 05.04.1982        | Suisse      | Saeco-Romer's-Wetzikon       |
| Bram Tankink         | 03.12.1978        | Pays-Bas    |                              |
| Matteo Tosatto       | 14.05.1974        | Italie      | Fassa Bortolo                |
| Guido Trenti         | 27.12.1972        | États-Unis  |                              |
| Jurgen Van de Walle  | 09.02.1977        | Belgique    | Landbouwkrediet              |
| Kevin Van Impe       | 19.04.1981        | Belgique    | Chocolade Jacques-T-Interim  |
| Cédric Vasseur       | 18.08.1970        | France      | Cofidis                      |
| Geert Verheyen       | 10.03.1973        | Belgique    | Landbouwkrediet              |
| Davide Viganò        | 12.06.1984        | Italie      | Team Androni Giocattoli - 3C |
| Wouter Weylandt      | 27.09.1984        | Belgique    |                              |
| Remmert Wielinga     | 27.04.1978        | Pays-Bas    | Rabobank                     |

## Victoires
Victoires sur le ProTour
| Date       | Course                         | Pays     | Classe | Vainqueur          |
| ---------- | ------------------------------ | -------- | ------ | ------------------ |
| 05/03/2006 | 1re étape de Paris-Nice        | France   | PT     | Tom Boonen         |
| 06/03/2006 | 2e étape de Paris-Nice         | Espagne  | PT     | Tom Boonen         |
| 08/03/2006 | 1re étape de Tirreno Adriatico | Italie   | PT     | Paolo Bettini      |
| 08/03/2006 | 4e étape de Paris-Nice         | France   | PT     | Tom Boonen         |
| 09/03/2006 | 2e étape de Tirreno Adriatico  | Italie   | PT     | Paolo Bettini      |
| 18/03/2006 | Milan-San Remo                 | Italie   | PT     | Filippo Pozzato    |
| 02/04/2006 | Tour des Flandres              | Belgique | PT     | Tom Boonen         |
| 22/05/2006 | 15e étape du Tour d'Italie     | Italie   | PT     | Paolo Bettini      |
| 26/05/2006 | 19e étape du Tour d'Italie     | Italie   | PT     | Juan Manuel Gárate |
| 10/06/2006 | 1re étape du Tour de Suisse    | Suisse   | PT     | Tom Boonen         |
| 12/06/2006 | 3e étape du Tour de Suisse     | Suisse   | PT     | Nick Nuyens        |
| 21/07/2006 | 18e étape du Tour de France    | France   | PT     | Matteo Tosatto     |
| 16/08/2006 | 1re étape de l'Eneco Tour      | Pays-Bas | PT     | Tom Boonen         |
| 18/08/2006 | 3e étape de l'Eneco Tour       | Pays-Bas | PT     | Tom Boonen         |
| 20/08/2006 | 5e étape de l'Eneco Tour       | Pays-Bas | PT     | Tom Boonen         |
| 27/08/2006 | 2e étape du Tour d'Espagne     | Espagne  | PT     | Paolo Bettini      |
| 14/10/2006 | Tour de Lombardie              | Italie   | PT     | Paolo Bettini      |

Victoires sur le Circuit Continental
| Date       | Course                                           | Pays        | Classe | Vainqueur         |
| ---------- | ------------------------------------------------ | ----------- | ------ | ----------------- |
| 27/01/2006 | International Grand Prix Doha                    | Qatar       |        | Tom Boonen        |
| 30/01/2006 | 1re étape du Tour du Qatar                       | Qatar       |        | Tom Boonen        |
| 31/01/2006 | 2e étape du Tour du Qatar                        | Qatar       |        | Tom Boonen        |
| 01/02/2006 | 3e étape du Tour du Qatar                        | Qatar       |        | Tom Boonen        |
| 03/02/2006 | 5e étape du Tour du Qatar                        | Qatar       |        | Tom Boonen        |
| 03/02/2006 | Classement général du Tour du Qatar              | Qatar       |        | Tom Boonen        |
| 08/02/2006 | Trofeo Soller                                    | Italie      |        | Paolo Bettini     |
| 16/02/2006 | 5e étape du Tour d'Andalousie                    | Espagne     |        | Tom Boonen        |
| 25/02/2006 | Grand Prix de Chiasso                            | Italie      |        | Remmert Wielinga  |
| 26/02/2006 | Grand Prix de Lugano                             | Italie      |        | Paolo Bettini     |
| 06/02/2006 | Kuurne-Bruxelles-Kuurne                          | Belgique    |        | Nick Nuyens       |
| 03/03/2006 | 1re étape des Trois Jours de Flandre-Occidentale | Belgique    |        | Francesco Chicchi |
| 25/03/2006 | Grand Prix E3                                    | Belgique    |        | Tom Boonen        |
| 30/03/2006 | 3e étape des Trois Jours de La Panne             | Belgique    |        | Steven de Jongh   |
| 12/04/2006 | Grand Prix de l'Escaut                           | Belgique    |        | Tom Boonen        |
| 03/05/2006 | 1re étape des Quatre Jours de Dunkerque          | France      |        | Francesco Chicchi |
| 25/05/2006 | 2e étape du Tour de Belgique                     | Belgique    |        | Tom Boonen        |
| 26/05/2006 | 3e étape B du Tour de Belgique                   | Belgique    |        | Tom Boonen        |
| 07/06/2006 | Veenendaal-Veenendaal                            | Belgique    |        | Tom Boonen        |
| 31/08/2006 | 3e étape du Tour de Grande-Bretagne              | Royaume-Uni |        | Filippo Pozzato   |
| 02/09/2006 | 5e étape du Tour de Grande-Bretagne              | Royaume-Uni |        | Francesco Chicchi |
| 03/09/2006 | 6e étape du Tour de Grande-Bretagne              | Royaume-Uni |        | Tom Boonen        |
| 17/09/2006 | Grand Prix d'Isbergues                           | France      |        | Cédric Vasseur    |
| 28/09/2006 | 1re étape du Circuit franco-belge                | Belgique    |        | Kevin Van Impe    |
| 01/10/2006 | Classement général du Circuit franco-belge       | Belgique    |        | Kevin Van Impe    |

Championnats du monde
| Date       | Course                         | Pays     | Classe | Vainqueur     |
| ---------- | ------------------------------ | -------- | ------ | ------------- |
| 24/09/2006 | Championnat du monde sur route | Autriche |        | Paolo Bettini |

Championnats nationaux
| Date       | Course                         | Pays   | Classe | Vainqueur     |
| ---------- | ------------------------------ | ------ | ------ | ------------- |
| 25/06/2006 | Championnat d'Italie sur route | Italie | CN     | Paolo Bettini |

## Classements UCI ProTour

### Individuel
| Rang | Coureur            | Points |
| ---- | ------------------ | ------ |
| 7    | Tom Boonen         | 154    |
| 8    | Paolo Bettini      | 144    |
| 19   | Filippo Pozzato    | 108    |
| 66   | Juan Manuel Gárate | 38     |
| 92   | Nick Nuyens        | 23     |
| 123  | Matteo Tosatto     | 10     |
| 165  | Ad Engels          | 4      |
| 172  | Wouter Weylandt    | 4      |

### Équipe
L'équipe Quick Step-Innergetic a terminé à la 13e place avec 248 points.